# Kinopanorama
Il Kinopanorama è un tipo di formato cinematografico panoramico che prevede l'uso di tre obiettivi e tre pellicole.
Fu sviluppato tra il 1956 e il 1957 in Unione Sovietica, ed il primo film in questo formato fu proiettato il 28 febbraio 1958.